# 피터와 웬디

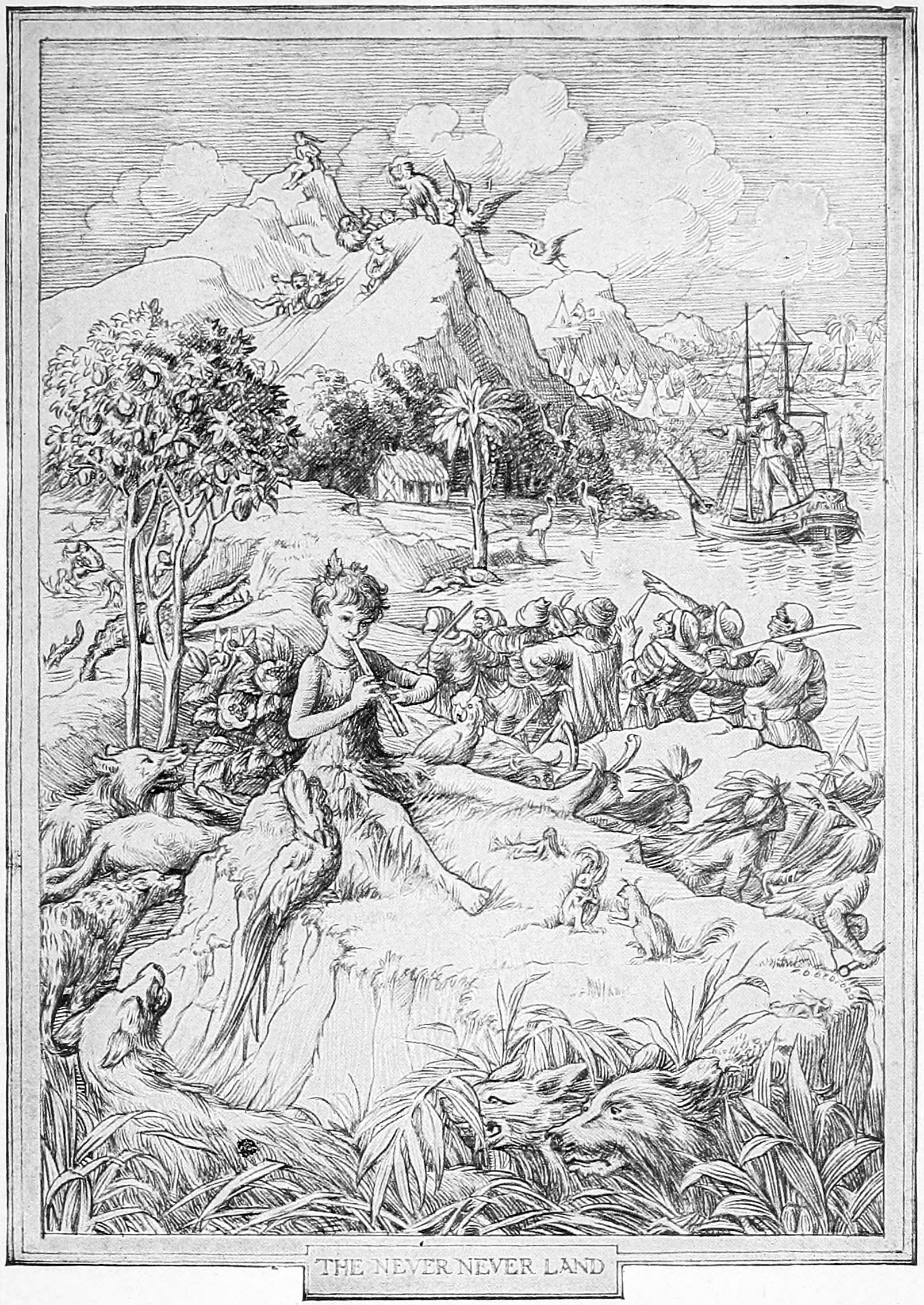
1911년 초판의 삽화. 파이프를 불고 있는 피터 팬

피터와 웬디(영어: Peter and Wendy)는 스코틀랜드의 소설가이며 극작가인 J. M. 배리가 1911년 발표한 아동 소설이다. 1904년 발표한 극 작품인 피터 팬: 자라지 않는 소년(Peter Pan; or, the Boy Who Wouldn't Grow Up)을 개작한 것으로, 흔히 피터 팬이라는 제목으로 알려져 있다.

## 등장 인물
- 피터 팬 (Peter Pan)
- 팅커벨 (Tinker Bell)
- 웬디 달링 (Wendy Darling)
- 존 달링 (John Darling)
- 마이클 달링 (Michael Darling)
- 로스트 보이스 (Lost Boys)
  - 투틀스 (Tootles)
  - 닙스 (Nibs)
  - 슬라이틀리 (Slightly)
  - 컬리 (Curly)
  - 트윈스 (The Twins)
- 후크 선장 (Captain Hook)